# 安全色
安全色是用以表达安全信息的颜色。用不同的颜色表示不同的安全度，红、黄、蓝、绿、白等颜色是一般常用的安全色。国际标准化组织（ISO）和很多国家都对安全色的使用有严格规定。
中国大陆已制订了安全色国家标准且规定用红、黄、蓝、绿四种颜色作为中国通用的安全色。四种安全色的含义和用途如下
- 红色：表示禁止、停止、紧急告警等。设计禁止信号、停止信号、事故信号，以及表示防火、消防设备及其位置等，一般都使用红色
- 黄色：表示危险、警告、注意等。在设计警戒标志时多使用黄色
- 蓝色：表示指令，用于提醒人们必须遵守规定，如必须佩戴个人防护用具等
- 绿色：表示提示、安全、通行等。设计安全通道、安全防护设备及其位置标志、行人和车辆放行标志等，一般都采用绿色
- 黑、白两种颜色：一般作安全色的对比色，主要用作上述各种安全色的背景色，例如安全标志牌上的底色一般采用白色或黑色。